# Västertjärnen (Ströms socken, Jämtland)
Västertjärnen är en sjö i Strömsunds kommun i Jämtland och ingår i Ångermanälvens huvudavrinningsområde.